# 21680 Richardschwartz
21680 Richardschwartz este un asteroid din centura principală de asteroizi.

## Descriere
21680 Richardschwartz este un asteroid din centura principală de asteroizi. A fost descoperit pe 9 septembrie 1999 la observatorul astronomic din Farra d'Isonzo. Asteroidul prezintă o orbită caracterizată de o semiaxă mare de 2,76 ua, o excentricitate de 0,06 și o înclinație de 5,3° în raport cu ecliptica.